# Cameron Devlin
Cameron Devlin (Sídney, 7 de junio de 1998) es un futbolista australiano que juega en la demarcación de defensa para el Heart of Midlothian F. C. de la Scottish Premiership.

## Selección nacional
Tras jugar en la selección de fútbol sub-20 de Australia y la sub-23, finalmente hizo su debut con la selección absoluta el 25 de septiembre de 2022 en un encuentro amistoso contra Nueva Zelanda que finalizó con un resultado de 0-2 a favor del combinado australiano tras los goles de Mitchell Duke y Jason Cummings. Además disputó los Juegos Olímpicos de Tokio 2020. En 2022 fue convocado por el seleccionador Graham Arnold para disputar la Copa Mundial de Fútbol de 2022 con la selección de fútbol de Australia.

## Clubes
| Club                              | País          | Año       | Partidos | Goles |
| --------------------------------- | ------------- | --------- | -------- | ----- |
| Sutherland Sharks FC              | Australia     | 2015      | 4        | 0     |
| Western Sydney Wanderers FC Youth | Australia     | 2016-2017 | 29       | 3     |
| Sydney FC Youth                   | Australia     | 2017-2019 | 13       | 1     |
| Sydney F. C.                      | Australia     | 2018-2019 | 9        | 1     |
| Wellington Phoenix Reserves       | Nueva Zelanda | 2019      | 2        | 0     |
| Wellington Phoenix F. C.          | Nueva Zelanda | 2019-2021 | 45       | 1     |
| Newcastle Jets F. C.              | Australia     | 2021      | 0        | 0     |
| Heart of Midlothian F. C.         | Escocia       | 2021-     | 102      | 6     |